# Caloptilia orientalis
Caloptilia orientalis (лат.) — вид молей-пестрянок (Gracillariidae) из рода Caloptilia. Россия, эндемик Дальнего Востока (юг Приморского края, Государственный природный заповедник «Кедровая Падь»). Гусеницы развиваются на растениях вида жимолость Маака (Lonicera maackii; минируют листья). Длина тела около 10 мм. На переднем крыле имеется широкая поперечная желтовато-белая перевязь. Встречаются в разреженных долинных широколиственных лесах и лесопарках (отмечены в июне и июле).